# Гусматик
Гусма́тик, или гусма́тиковая шина — колесная шина, в которой амортизацию и демпфирование неровностей дороги выполняет эластичное вещество. Широко применявшиеся в военной технике в первой половине XX века, в настоящее время гусматики практически вышли из употребления и ограниченно применяются лишь на некоторых специальных (строительных и т. п.) машинах.

## История
Гусматики, появившиеся в начале XX века, своё название получили от одноимённой смеси, изобретённой петроградским химиком А. Гуссом и начавшей применяться в качестве наполнителя для шин бронеавтомобилей в период Первой мировой войны.
В межвоенный период и в годы Второй мировой войны гусматики широко использовались на колёсной бронетехнике и буксируемых артиллерийских орудиях, однако в послевоенный период, в связи с возрастанием скоростей военной техники (включая скорости буксировки орудий) и началом широкого распространения шин с регулируемым давлением, они быстро стали выходить из употребления.

## Описание конструкции
Гусматик представляет собой резиновую оболочку, внутренний объём которой заполнен специальной эластичной массой, основу которой составляют, как правило, глицерин и желатин — так называемым гусматическим составом. Впоследствии в качестве наполнителя фактически использовалась губчатая резина, выполненная в виде вставляемого в серийную шину вместо камеры отдельного изделия — при сохранении названия «гусматик».
Главное достоинство гусматиков — неуязвимость для проколов, а также пулевых, осколочных и прочих аналогичных повреждений.

В итоговых документах советского командования отмечалось, что …

3. Ружейный и пулемётный огонь для гусматиков не приносит вреда. Попадание целого 37-мм снаряда не выводит гусматика из строя, а проделывает аккуратное отверстие и машина продолжает работать…— Броневики в боях, Глава III. Служба и боевое применение бронемашин довоенной постройки, М. В. Коломиец, Броня на колесах. История советского бронеавтомобиля 1925 — 1945 годов. — М.: Яуза, Стратегия КМ, Эксмо, 2007. — 384 с. — (Советские танки). Тираж 6 000 экз., isbn 978–5–699–21870–7.
 Основным недостатком шин данного типа является меньшая эластичность по сравнению с традиционной пневматической шиной, что существенно ограничивает допустимые скорости передвижения транспортного средства и, как следствие, область применения шин — шины ГК (с губчатой камерой) при больших скоростях быстро нагреваются, а внутри покрышки начинается выделение газов, что может вызвать самовозгорание шин или даже их разрыв.

### Современные аналоги
В настоящее время разрабатываются новые, более эффективные аналоги гусматиков, в конструкции которых применён схожий принцип. В них для демпфирования вместо эластичной массы используются высокоэластичные ячеистые структуры, расположенные между более жёсткой и прочной цельнолитой шиной и колёсным диском.